# Gioul

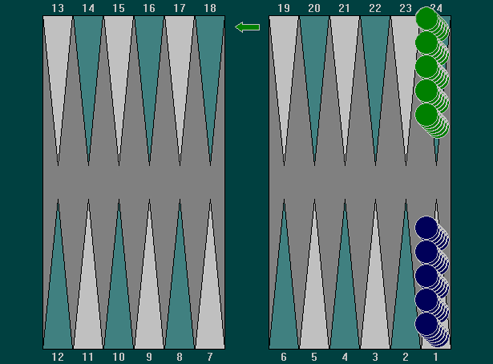
Spelbräde till gioul med spelarnas brickor i startposition. (På denna bild motsvaras brickornas traditionella färger vitt och svart av grönt respektive blått.)

Gioul är ett brädspel som spelas i hela Främre Orienten och som är besläktat med backgammon och bräde. I likhet med dessa spelas gioul på ett rektangulärt spelbräde med tolv kilformade fält (ofta kallade tungor) på vardera långsidan, två tärningar används och de båda spelarna har 15 brickor vardera.
Vid spelets början ligger alla brickorna på respektive spelares första tunga, vilket för vit spelare är tungan längst till höger och för svart spelare tungan längst till vänster på respektive spelares bortre långsida. Vit spelar sedan sina brickor motsols och svart medsols. Spelarna turas om att kasta tärningarna och sedan flytta en eller två av sina brickor lika många steg som antalet ögon på tärningarna, men en bricka får inte flyttas till en tunga som redan är upptagen av en eller flera av motspelarens brickor. Till skillnad mot vad som förekommer i många andra liknande spel kan brickorna inte bli slagna.
I gioul gäller speciella regler för allor, det vill säga tärningskast där båda tärningarna visar samma antal ögon. Det slagna talet får till att börja med utnyttjas fyra gånger, men om kastet är lägre än 6-6, får spelaren flytta även det närmast högre talet fyra gånger och så vidare upp till och med 6. Skulle spelaren under denna procedur inte kunna utnyttja sina möjligheter fullt ut, får motspelaren ta över och på samma sätt flytta sina brickor så länge det går.
Spelets mål är att få över samtliga brickor till de sex sista tungorna på brädet och därefter avsluta med att spela ut dem från brädet. Den spelare som först har spelat ut alla sina brickor vinner spelet.